# ذي جهدم (النادرة)

تعديل مصدري - تعديل

ذي جهدم هي إحدى قرى عزلة حدة بمديرية النادرة التابعة لمحافظة إب، بلغ تعداد سكانها 415 نسمة حسب تعداد اليمن لعام 2004.